# 阿知須インターチェンジ
阿知須インターチェンジ（あじすインターチェンジ）は、山口県山口市阿知須に位置する山口宇部道路のインターチェンジ。

## 概要
山口県道216号善和阿知須線とは平面交差、山口宇部道路とは立体交差するトランペット型の構造となっている。
暫定2車線での開通当初は本線上に未供用スペースを利用したバス停留所（「阿知須温泉」バス停）が併設されていたが、4車線拡幅時に廃止になっている。
2012年3月28日の嘉川IC - 宇部南IC間の無料開放前は、出入口部にETCゲート付きの料金所が併設されていた。

## 道路
- E2 山口宇部道路

## 接続する道路
- 山口県道216号善和阿知須線

## 周辺
- 宇部72カントリークラブ
- きらら浜
- 道の駅きららあじす

## 隣
E2 山口宇部道路
由良IC - 阿知須IC - (42)宇部JCT